# 존 배티스트
존 배티스트(영어: Jon Batiste, 1986년 11월 11일 ~ )는 미국의 재즈 가수이다. 정규 8집 음반 《We Are》를 통해 그래미상 올해의 앨범상을 수상했다.
2020년 픽사 애니메이션 영화 《소울》의 작곡가로서 트렌트 레즈너, 애티커스 로스와 함께 참여하였다.